# بشتة يك (غوغر)
بشتة یك (بالفارسية: پشته 1) هي مستوطنة تقع في إيران في قسم غوغر الريفي. يقدر عدد سكانها بـ 36 نسمة .